# Bronów (Czechowice-Dziedzice)

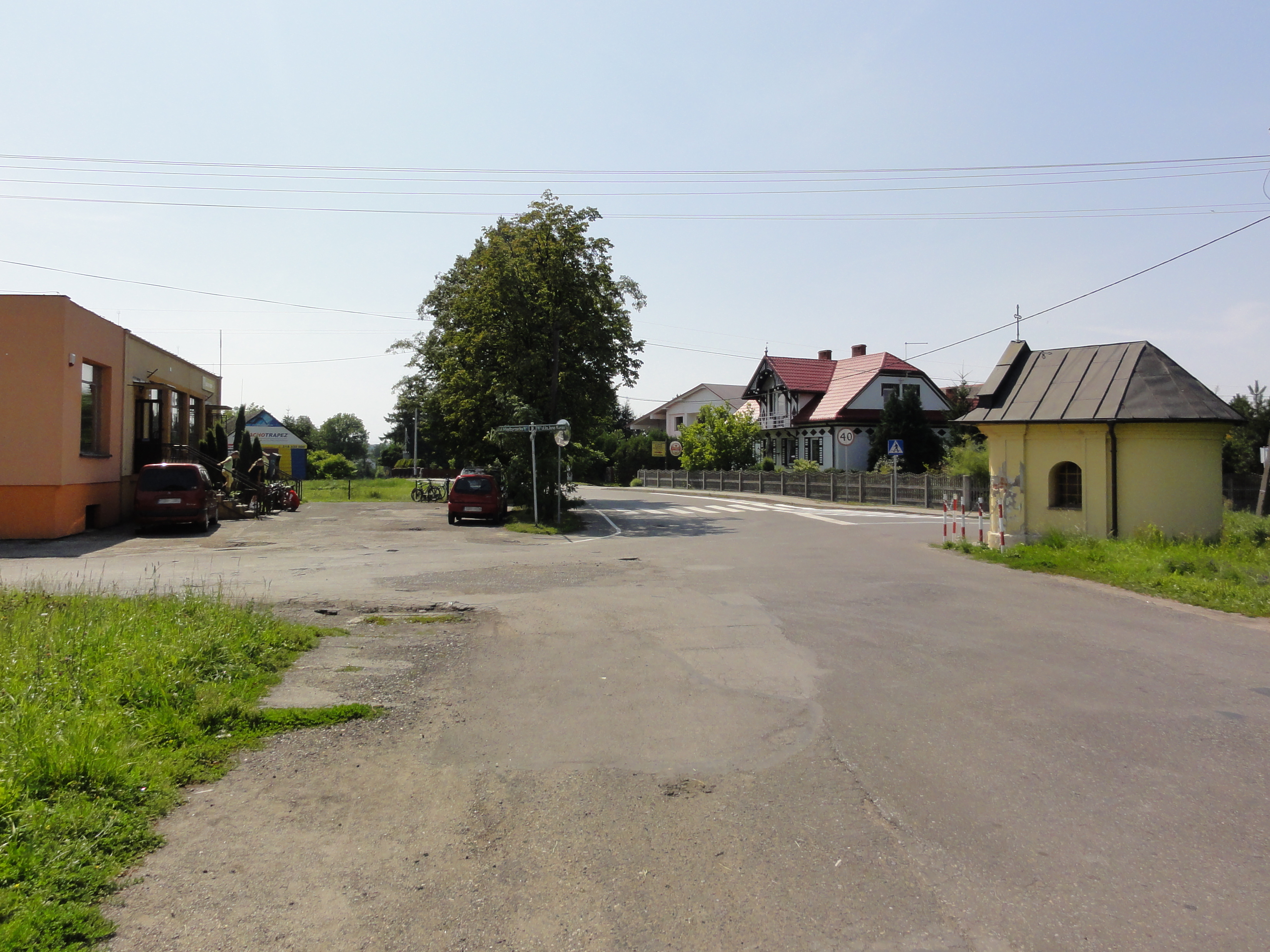
Ortsmitte

Bronów (deutsch Braunau, Braune oder Braun) ist eine Ortschaft mit einem Schulzenamt der Gmina Czechowice-Dziedzice im Powiat Bielski der Woiwodschaft Schlesien, Polen.

## Geographie
Bronów liegt im Auschwitzer Becken (Kotlina Oświęcimska), etwa 10 km nordwestlich von Bielsko-Biała und 40 km südlich von Katowice im Powiat (Kreis) Bielsko-Biała.
Das Dorf hat eine Fläche von 600 ha.
Nachbarorte sind Zabrzeg im Nordwesten, Ligota im Osten, Międzyrzecze Dolne im Südosten, Rudzica im Südwesten, Landek im Westen.

## Geschichte
Das Dorf liegt im Olsagebiet (auch Teschener Schlesien, polnisch Śląsk Cieszyński).
Der Ort wurde zirka 1566 erstmals urkundlich als Braune erwähnt. Der Name ist abgeleitet vom deutschen Vorname Bruno.
Politisch gehörte das Dorf zum Herzogtum Teschen, die Lehensherrschaft des Königreichs Böhmen in der Habsburgermonarchie.
Nach der Aufhebung der Patrimonialherrschaften war es ab 1850 eine Gemeinde in Österreichisch-Schlesien, Bezirk und Gerichtsbezirk Bielitz. In den Jahren 1880 bis 1910 stieg die Einwohnerzahl von 731 im Jahre 1880 auf 749 im Jahre 1910 an, es waren überwiegend polnischsprachige (zwischen 98,1 % und 100 %), auch deutschsprachige (14 oder 1,9 % im Jahre 1880). Im Jahre 1910 waren 92,9 % römisch-katholisch, 6,4 % evangelisch, es gab fünf Juden.

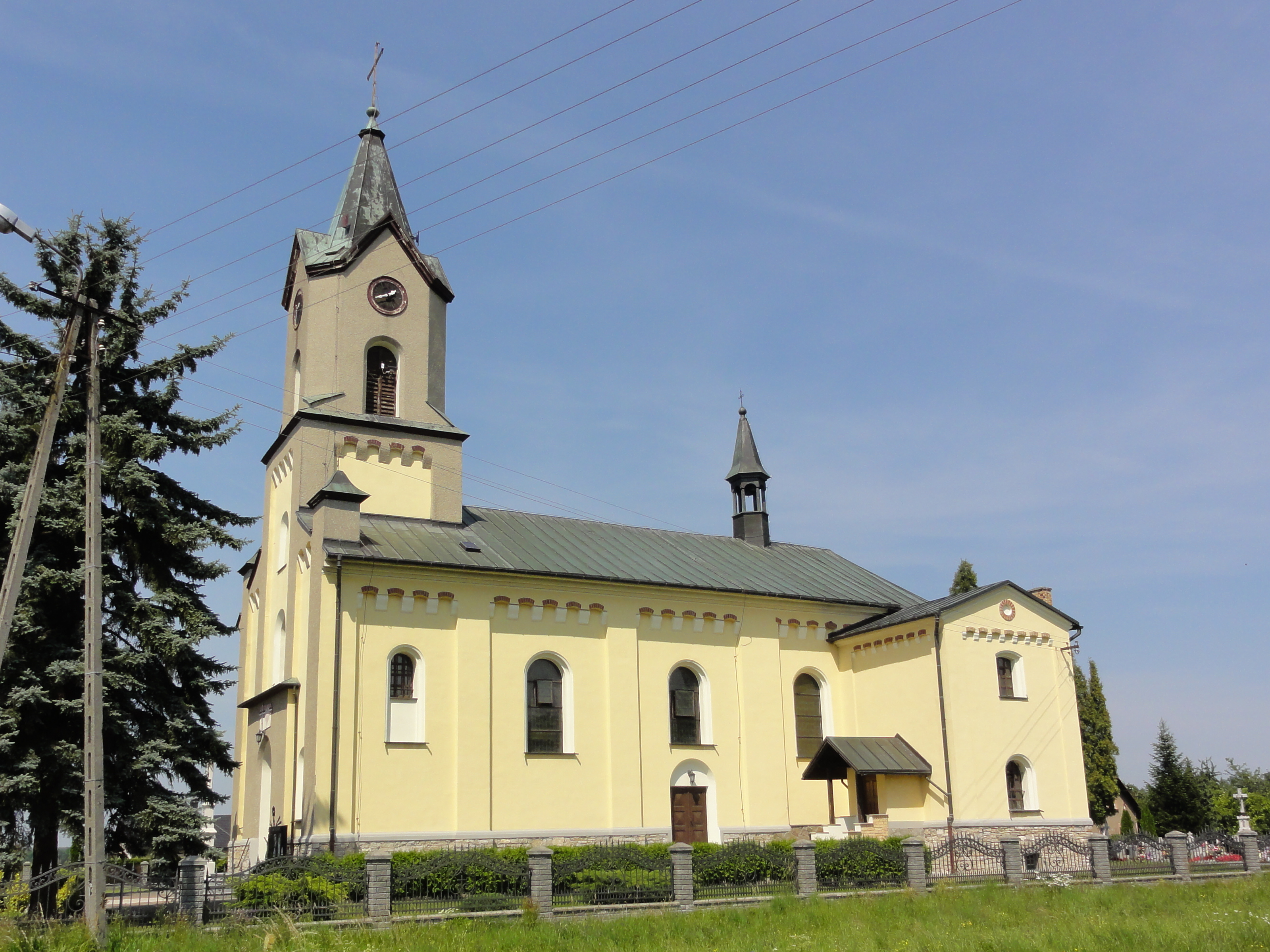
Katholische Kirche

Eine katholische Kirche wurde in den Jahren 1874 bis 1877 gebaut. Die römisch-katholische Pfarrei wurde im Jahre 1900 errichtet.
1920, nach dem Zusammenbruch der k.u.k. Monarchie und dem Ende des Polnisch-Tschechoslowakischen Grenzkriegs, kam Bronów zu Polen. Unterbrochen wurde dies nur durch die Besetzung Polens durch die Wehrmacht im Zweiten Weltkrieg.
Von 1975 bis 1998 gehörte Bronów zur Woiwodschaft Katowice.